# فرودگاه اندروسفیلد
فرودگاه اندروسفیلد (به انگلیسی: Andrewsfield Aerodrome) یک فرودگاه خصوصی است که یک باند فرود چمن دارد و طول باند آن ۷۹۹ متر است. این فرودگاه در کشور انگلستان قرار دارد و در ارتفاع ۸۷ متری از سطح دریا واقع شده است.